# Maafushi (Baa-atol)
Maafushi is een van de onbewoonde eilanden van het Baa-atol behorende tot de Maldiven.